# (10092) Sasaki
(10092) Sasaki (1990 VD4) – planetoida z pasa głównego asteroid okrążająca Słońce w ciągu 3,71 lat w średniej odległości 2,4 j.a. Odkryta 15 listopada 1990 roku.